# Wijken en buurten in Hulst
De Nederlandse gemeente Hulst is voor statistische doeleinden onderverdeeld in wijken en buurten. De gemeente is verdeeld in de volgende statistische wijken:
- Wijk 01 Hulst (CBS-wijkcode:067701)
- Wijk 02 St. Jansteen (CBS-wijkcode:067702)
- Wijk 03 Clinge (CBS-wijkcode:067703)
- Wijk 04 Grauw (CBS-wijkcode:067704)
- Wijk 05 Heikant (CBS-wijkcode:067705)
- Wijk 06 Nieuw Namen (CBS-wijkcode:067706)
- Wijk 07 Kapellebrug (CBS-wijkcode:067707)
- Wijk 08 Kloosterzande (CBS-wijkcode:067708)
- Wijk 09 Lamswaarde (CBS-wijkcode:067709)
- Wijk 10 Ter Hole (CBS-wijkcode:067710)
- Wijk 11 Vogelwaarde (CBS-wijkcode:067711)
- Wijk 12 Hengstdijk (CBS-wijkcode:067712)
- Wijk 13 Ossenisse (CBS-wijkcode:067713)

Een statistische wijk kan bestaan uit meerdere buurten. Onderstaande tabel geeft de buurtindeling met kentallen volgens het Centraal Bureau voor de Statistiek (2008):
| CBS-buurtcode | Buurtnaam                  | Inwonertal | Opp. totaal (ha) | Opp. land (ha) | Ligging                |
| ------------- | -------------------------- | ---------- | ---------------- | -------------- | ---------------------- |
| BU06770101    | Binnenstad Hulst           | 1310       | 71               | 55             | Locatie in de gemeente |
| BU06770102    | Linie                      | 2530       | 98               | 95             | Locatie in de gemeente |
| BU06770103    | 't Jagertje-Schuddebeurs   | 160        | 97               | 96             | Locatie in de gemeente |
| BU06770104    | Carmel                     | 380        | 31               | 31             | Locatie in de gemeente |
| BU06770105    | Dullaert                   | 3670       | 121              | 121            | Locatie in de gemeente |
| BU06770106    | Absdaalseweg               | 250        | 52               | 52             | Locatie in de gemeente |
| BU06770107    | Hogeweg                    | 50         | 59               | 59             | Locatie in de gemeente |
| BU06770108    | Zoetevaart                 | 1200       | 140              | 140            | Locatie in de gemeente |
| BU06770109    | Groote Kreek               | 900        | 35               | 35             | Locatie in de gemeente |
| BU06770110    | Absdale                    | 150        | 82               | 82             | Locatie in de gemeente |
| BU06770112    | Buitengebied Hulst         | 150        | 1923             | 1861           | Locatie in de gemeente |
| BU06770213    | Kern Sint Jansteen         | 3180       | 218              | 218            | Locatie in de gemeente |
| BU06770214    | Buitengebied Sint Jansteen | 30         | 608              | 607            | Locatie in de gemeente |
| BU06770315    | Kern Clinge                | 2480       | 175              | 175            | Locatie in de gemeente |
| BU06770316    | Buitengebied Clinge        | 30         | 884              | 878            | Locatie in de gemeente |
| BU06770417    | Kern Graauw                | 540        | 33               | 33             | Locatie in de gemeente |
| BU06770418    | Kern Zandberg              | 100        | 41               | 41             | Locatie in de gemeente |
| BU06770419    | Kern Paal                  | 70         | 11               | 9              | Locatie in de gemeente |
| BU06770420    | Buitengebied Graauw        | 250        | 2271             | 2246           | Locatie in de gemeente |
| BU06770521    | Kern Heikant               | 1110       | 192              | 191            | Locatie in de gemeente |
| BU06770522    | Buitengebied Heikant       | 30         | 465              | 465            | Locatie in de gemeente |
| BU06770623    | Kern Nieuw Namen           | 880        | 35               | 35             | Locatie in de gemeente |
| BU06770624    | Buitengebied Nieuw Namen   | 190        | 4979             | 4948           | Locatie in de gemeente |
| BU06770725    | Kern Kapellebrug           | 320        | 64               | 64             | Locatie in de gemeente |
| BU06770826    | Kern Kloosterzande         | 2870       | 131              | 131            | Locatie in de gemeente |
| BU06770827    | Walsoorden                 | 170        | 26               | 26             | Locatie in de gemeente |
| BU06770828    | Buitengebied Kloosterzande | 430        | 1207             | 1202           | Locatie in de gemeente |
| BU06770929    | Kern Lamswaarde            | 440        | 25               | 25             | Locatie in de gemeente |
| BU06770930    | Kuitaart                   | 110        | 20               | 18             | Locatie in de gemeente |
| BU06770931    | Buitengebied Lamswaarde    | 220        | 687              | 678            | Locatie in de gemeente |
| BU06770932    | Kruispolder                | 160        | 736              | 736            | Locatie in de gemeente |
| BU06771033    | Kern Terhole               | 340        | 18               | 18             | Locatie in de gemeente |
| BU06771034    | Buitengebied Terhole       | 200        | 534              | 533            | Locatie in de gemeente |
| BU06771135    | Kern Vogelwaarde           | 1700       | 104              | 104            | Locatie in de gemeente |
| BU06771136    | Buitengebied Vogelwaarde   | 490        | 2096             | 2050           | Locatie in de gemeente |
| BU06771237    | Kern Hengstdijk            | 340        | 25               | 25             | Locatie in de gemeente |
| BU06771238    | Buitengebied Hengstdijk    | 200        | 955              | 931            | Locatie in de gemeente |
| BU06771339    | Kern Ossenisse             | 130        | 12               | 12             | Locatie in de gemeente |
| BU06771340    | Buitengebied Ossenisse     | 200        | 1112             | 1110           | Locatie in de gemeente |